# De vulgari eloquentia (gioco)
De vulgari eloquentia è un gioco da tavolo strategico avente come tema centrale la nascita della lingua italiana.

## Contenuto
- Plancia di gioco
- 49 cubetti di legno
- 5 pedine
- 1 indicatore
- 6 segnalini
- 100 dischetti di legno
- 94 tessere varie
- 30 monete di cartone
- 5 schermi di gioco
- 1 sacchetto di tela
- Regolamento

## Descrizione
Scopo del gioco è acquisire Punti Vittoria (che, data l'originalità del gioco, sono chiamati Punti Volgare) attraverso la scoperta della lingua volgare e risultare al termine della partita il più "edotto".